# Ла Лама (Пистоја)
Ла Лама је насеље у Италији у округу Пистоја, региону Тоскана.
Према процени из 2011. у насељу је живело 21 становника. Насеље се налази на надморској висини од 23 м.